# 725
El 725 (DCCXXV) fou un any comú començat en dilluns del calendari julià.

## Esdeveniments
- Els musulmans saquegen el sud de França fins a Autun.

## Necrològiques
- Data desconeguda: Sant Benet Crespi, bisbe italià.